# Ciclismo ai Giochi della XVIII Olimpiade - Inseguimento a squadre
La prova dell'inseguimento a squadre di ciclismo su pista dei Giochi della XVIII Olimpiade si svolse dal 18 al 20 ottobre 1964 al velodromo di Hachiōji, in Giappone.

## Programma
| Data            | Round            |
| --------------- | ---------------- |
| 18 ottobre 1964 | Primo turno      |
| 18 ottobre 1964 | Quarti di finale |
| 19 ottobre 1964 | Semifinali       |
| 20 ottobre 1964 | Finali           |

## Risultati

### Primo turno
I migliori otto tempi ai quarti di finale
| Serie | Nazione          | Atleti                                                                         | Pos. | Tempo   | Posizione |
| ----- | ---------------- | ------------------------------------------------------------------------------ | ---- | ------- | --------- |
| 1     | Germania         | Lothar Claesges, Karl Heinz Henrichs Karl Link, Ernst Streng                   | 1    | 4'42"28 | 2 Q       |
| 1     | Gran Bretagna    | Trevor Bull, Harry Jackson Hugh Porter, Brian Sandy                            | -    | Rit.    |           |
| 2     | Italia           | Luigi Roncaglia, Cencio Mantovani Carlo Rancati, Franco Testa                  | 1    | 4'39"06 | 1 Q       |
| 2     | Argentina        | Carlos Alberto Álvarez, Ernesto Contreras Juan Alberto Merlos, Alberto Trillo  | 2    | 4'44"66 | 4 Q       |
| 3     | Unione Sovietica | Dzintars Lācis, Leonid Kolumbet Stanislav Moskvin, Sergey Tereshchenkov        | 1    | 4'43"76 | 3 Q       |
| 3     | Francia          | Robert Varga, Christian Cuch Joseph Pare, Jacques Suire                        | 2    | 4'50"62 | 10        |
| 4     | Danimarca        | Bent Hansen, Preben Isaksson Jan Ingstrup-Mikkelsen, Kurt vid Stein            | 1    | 4'46"97 | 7 Q       |
| 4     | Cecoslovacchia   | Jiří Daler, Antonín Kříž Jiří Pecka, František Řezáč                           | 2    | 4'47"04 | 8 Q       |
| 5     | Australia        | Kevin Brislin, Robert Baird Vic Browne, Henk Vogels, Sr.                       | 1    | 4'44"90 | 5 Q       |
| 5     | Paesi Bassi      | Gerard Koel, Henk Cornelisse Jaap Oudkerk, Cor Schuuring                       | 2    | 4'45"33 | 6 Q       |
| 6     | Stati Uniti      | Hans Wolf, Butch Martin Don Nelsen, Arnold Uhrlass                             | 1    | 5'01"41 | 12        |
| 6     | Belgio           | Leopold Heuvelmans, Roland De Neve Roland Van De Rijse, Albert Van Vlierberghe | 2    | 5'04"25 | 13        |
| 7     | Thailandia       | Preeda Chullamondhol, Somchai Chantarasamrit Samaisuk Krissanasuwan            | 1    | 5'31"52 | 14        |
| 7     | Pakistan         | Muhammad Ashiq, Lal Bakhsh Muhammad Hafeez, Muhammad Shafi                     | 2    | 5'38"77 | 15        |
| 8     | Giappone         | Norio Hotogi, Fujio Ito Kosaku Takahashi, Hiromi Yamafuji                      | 1    | 4'55"04 | 11        |
| 8     | India            | Amar Singh Billing, Dalbir Singh Gill Chetan Singh Hari, Amar Singh Sokhi      | -    | Ragg.   |           |
| 9     | Uruguay          | Oscar Almada, Rubén Etchebarne Elio Juárez, Juan José Timón                    | -    | Rit.    |           |
| 9     | Malaysia         | Ng Joo Pong, Choy Mow Thim Arulraj Rosli, Kamsari Salam                        | -    | Rit.    |           |
| Rip.  | Gran Bretagna    | Trevor Bull, Harry Jackson Hugh Porter, Brian Sandy                            | 1    | 4'47"67 | 9         |

### Quarti di finale
| Serie | Nazione          | Atleti                                                                        | Pos. | Tempo   | Note |
| ----- | ---------------- | ----------------------------------------------------------------------------- | ---- | ------- | ---- |
| 1     | Italia           | Luigi Roncaglia, Cencio Mantovani Carlo Rancati, Franco Testa                 | 1    | 4'37"58 | Q    |
| 1     | Cecoslovacchia   | Jiří Daler, Antonín Kříž Jiří Pecka, František Řezáč                          | 2    | 4'45"68 |      |
| 2     | Germania         | Lothar Claesges, Karl Heinz Henrichs Karl Link, Ernst Streng                  | 1    | 4'36"98 | Q    |
| 2     | Danimarca        | Bent Hansen, Preben Isaksson Jan Ingstrup-Mikkelsen, Kurt vid Stein           | 2    | 4'43"58 |      |
| 3     | Paesi Bassi      | Gerard Koel, Henk Cornelisse Jaap Oudkerk, Cor Schuuring                      | 1    | 4'40"41 | Q    |
| 3     | Unione Sovietica | Dzintars Lācis, Leonid Kolumbet Stanislav Moskvin, Sergey Tereshchenkov       | 2    | 4'41"70 |      |
| 4     | Australia        | Kevin Brislin, Robert Baird Vic Browne, Henk Vogels, Sr.                      | 1    | 4'41"58 | Q    |
| 4     | Argentina        | Carlos Alberto Álvarez, Ernesto Contreras Juan Alberto Merlos, Alberto Trillo | 2    | 4'45"74 |      |

### Semifinali
| Serie | Nazione     | Atleti                                                        | Pos. | Tempo   | Note |
| ----- | ----------- | ------------------------------------------------------------- | ---- | ------- | ---- |
| 1     | Germania    | Lothar Claesges, Karl Heinz Henrichs Karl Link, Ernst Streng  | 1    | 4'38"19 | Q    |
| 1     | Australia   | Kevin Brislin, Robert Baird Vic Browne, Henk Vogels, Sr.      | 2    | 4'40"28 |      |
| 2     | Italia      | Luigi Roncaglia, Cencio Mantovani Carlo Rancati, Franco Testa | 1    | 4'37"98 | Q    |
| 2     | Paesi Bassi | Gerard Koel, Henk Cornelisse Jaap Oudkerk, Cor Schuuring      | 2    | 4'41"02 |      |

### Finali
| 1º e 2º posto |                                                               |         |         |
| Germania      | Lothar Claesges, Karl Heinz Henrichs Karl Link, Ernst Streng  | Oro     | 4'35"67 |
| Italia        | Luigi Roncaglia, Cencio Mantovani Carlo Rancati, Franco Testa | Argento | 4'35"74 |
| 3º e 4º posto |                                                               |         |         |
| Paesi Bassi   | Gerard Koel, Henk Cornelisse Jaap Oudkerk, Cor Schuuring      | Bronzo  | 4'38"99 |
| Australia     | Kevin Brislin, Robert Baird Vic Browne, Henk Vogels, Sr.      | 4       | 4'39"42 |